# 23 Dywizja Górska SS (2 chorwacka) „Kama”
23 Dywizja Górska SS (2 chorwacka) „Kama” (niem. 23. Waffen-Gebirgs-Division der SS „Kama” (kroatische Nr. 2), chor. 23. Oružana gorska divizija SS-a „Kama”, także Kama divizija lub hrvatska br. 2) – niemiecka dywizja strzelców alpejskich Waffen-SS z okresu II wojny światowej. Dywizja składała się z niemieckich oficerów oraz boszniackich żołnierzy i była jedną z 38 takich dywizji, wystawionych przez Waffen-SS. Sformowana 19 czerwca 1944 r., jednostka stworzona została na bazie kadr 13 Dywizji Górskiej SS (1 chorwackiej) „Handschar”, jednak nigdy nie osiągnęła pełnej zdolności bojowej i jako taka nie uczestniczyła aktywnie w walkach. Przydomek dywizji, tj. „Kama”, zaczerpnięty został od małego puginału używanego przez bałkańskich pasterzy.
Część jednostek, wchodzących w skład dywizji, walczyła krótko przeciwko armii Związku Radzieckiego w południowych Węgrzech w październiku 1944 r., u boku żołnierzy 31 Ochotniczej Dywizji Grenadierów SS „Böhmen und Mähren”. Po niedługim czasie, jednostki te zostały wycofane z linii frontu i przeniesione na terytorium marionetkowego Niepodległego Państwa Chorwackiego, by dołączyć do 13 Dywizji SS. Wówczas, 17 października 1944 r. muzułmańscy członkowie Kamy zbuntowali się. Mimo że oficerowie szybko odzyskali kontrolę nad swoim oddziałem, bunt przyczynił się do podjęcia przez niemieckie dowództwo decyzji o rozformowaniu dywizji z dniem 31 października 1944 r.

## Tło historyczne
Po inwazji państw Osi na Królestwo Jugosławii 6 kwietnia 1941 r., skrajny nacjonalista i faszysta chorwacki Ante Pavelić, który przebywał dotąd na wygnaniu w rządzonych przez Benito Mussoliniego Włoszech, został mianowany poglavnikiem (chor. przywódcą) nowo utworzonego, pod wodzą Ustaszy Niepodległego Państwa Chorwackiego (zwanego w skrócie NDH, od jego chorwackiej nazwy Nezavisna Država Hrvatska). W skład NDH wchodziły terytoria współczesnej Chorwacji, Bośni i Hercegowiny oraz część terytorium obecnej Serbii, a samo państwo było czymś na kształt „włosko-niemieckiego quasi-protektoratu”. Władze NDH, kierowane przez Siły Zbrojne Ustaszy, niemal natychmiast rozpoczęły na zajętych terenach kampanię masowych mordów, wyrzucania z domów oraz przymusowej konwersji na katolicyzm ludności serbskiej wyznania prawosławnego.
Pomimo zapewnień Pavelicia o równym traktowaniu w zdominowanym przez Chorwatów państwie, wielu muzułmanów stosunkowo szybko zaczęło okazywać niezadowolenie z powierzenia rządów Ustaszom. Jeden z muzułmańskich przywódców zauważył, iż żadne z wpływowych stanowisk w administracji publicznej nie jest zajmowane przez wyznawcę islamu. Na początku 1942 r. na terenach NDH wybuchły krwawe walki pomiędzy Ustaszami, Czetnikami i pozostałymi ugrupowaniami partyzantów. Część ustaszowskich bojówek będąc przekonana, że muzułmanie sympatyzują z komunistami, spaliła zamieszkałe przez nich wioski i wymordowała ich mieszkańców. Z kolei Czetnicy oskarżyli ludność muzułmańską o współudział w zbrodniczych akcjach Ustaszy wymierzonych przeciwko Serbom i dokonali na niej podobnie bestialskich czynów co Chorwaci. W niewielkim stopniu w obronie muzułmanów stanęli tzw. domobrani, czyli regularne wojska Niepodległego Państwa Chorwackiego. W związku z tym zagrożeniem, ludność muzułmańska zaczęła formować zgrupowania lokalnej milicji, jednak nie miały one istotnej wartości bojowej. Wśród nich na wyróżnienie zasługiwał jedynie utworzony w Tuzli, tzw. „Legion Hadžiefendicia”, dowodzony przez Muhameda Hadžiefendicia.
W tej sytuacji boszniaccy muzułmanie zaczęli szukać ochrony oraz niezależności od NDH, a takie możliwości w ich mniemaniu dawało poparcie Niemców. Prominentni działacze boszniaccy byli przyjaźnie nastawieni do władz niemieckich, a ludność muzułmańska w większości z rozżaleniem wspominała czasy panowania monarchii habsburskiej. Działania te wzbudziły mocny sprzeciw Pavelicia, który postrzegał je jako zagrożenie dla integralności terytorialnej nowego państwa. W listopadzie 1942 r., muzułmańscy autonomiści byli już na tyle zdesperowani w swoich poczynaniach na rzecz ochrony lokalnej ludności, że napisali do Adolfa Hitlera list z prośbą o włączenie Bośni i Hercegowiny w skład III Rzeszy. Choć pomysł ten nie zyskał zgody Hitlera (prawdopodobnie dlatego, że nie chciał on tworzyć Paveliciowi dodatkowego problemu), to Reichsführer-SS Heinrich Himmler dostrzegł w tym okazję do stworzenia dla Waffen-SS dodatkowego rejonu rekrutacji żołnierzy na terytorium NDH. Aby pogodzić potrzeby wojenne z oficjalną propagandą państwa nazistowskiego, Himmler dowodził, że muzułmańscy Boszniacy wywodzą się ze starożytnego plemienia Gotów, a zatem, tak jak Niemcy, przynależą do rasy aryjskiej. Na początku 1943 r. Hitler zatwierdził powołanie pierwszej niegermańskiej dywizji SS, tj. 13 Dywizji Górskiej SS (1 chorwackiej) Handschar. Dywizja ta miała się składać przede wszystkim z muzułmańskiej ludności NDH.

## Historia dywizji

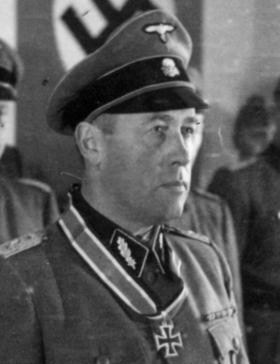
SS Oberführer Gustav Lombard dowodził sformowanymi ad hoc siłami, które walczyły przeciwko Armii Czerwonej na terenach południowych Węgier. Jednostki te składały się między innymi z rekrutów boszniackich, którzy wcześniej służyli w 23 Dywizji SS.

Władzom niemieckim zależało na sformowaniu drugiej dywizji SS z rekrutów boszniackich jako części planu Himmlera zwiększenia powołań do Waffen-SS w regionie Bałkanów. Pomysł zakładał powołanie dwóch korpusów po dwie dywizje każdy, z czego jeden miał operować na terenie wchodzącej w skład państwa chorwackiego Bośni, a drugi na terytorium Albanii. Oba korpusy miały zostać następnie połączone ze składającą się z Volksdeutschów 7 Ochotniczą Dywizją Górską SS Prinz Eugen, aby razem stworzyć bałkańską armię górską SS w składzie 5 dywizji. 28 maja 1944 r. Hitler zatwierdził formalnie powstanie 23 Dywizji SS, której formowanie rozpoczęło się 10 czerwca, a szkolenie miało trwać do końca 1944 r. Himmler, zgodnie z radą dowódcy 13 Dywizji SS Handschar Brigadeführera-SS i Generalmajora Waffen-SS Karl-Gustava Sauberzweiga, zdecydował o sformowaniu dywizji w anektowanym przez Węgry regionie Baczka, w miejsce pierwotnie planowanej Bośni. Sauberzweig był przekonany, że gdyby dywizja miała zostać powołana w NDH, Ustasze znacząco osłabiliby morale muzułmańskich rekrutów. Nowa dywizja otrzymała przydomek Kama na cześć puginału używanego przez bałkańskich pasterzy.
Obowiązek zapewnienia kadry oficerskiej dla nowej dywizji został powierzony 13 Dywizji SS Handschar. Na dowódcę Kamy wyznaczony został Standartenführer-SS Helmuth Raithel, który do tej pory był oficerem dowodzącym jednego z pułków w ramach 13 Dywizji SS. Utworzenie samej dywizji zostało jednak opóźnione przez rozpoczęcie antypartyzanckiej operacji Vollmond, do realizacji której przypisano właśnie dywizję Handschar. Wobec tego proces formowania Kamy nie mógł się rozpocząć przed 19 czerwca 1944 r. 21 czerwca, Himmler awansował Sauberzweiga na stopień Gruppenführera-SS i Generalleutnanta Waffen-SS i ustanowił go dowódcą korpusu boszniackiego, który otrzymał nazwę IX Korpusu Górskiego SS (chorwackiego). Korpus został utworzony w Bácsalmás na Węgrzech, gdzie stacjonowała 18 Ochotnicza Dywizja Grenadierów Pancernych SS Horst Wessel.
Poczynając od 23 czerwca, 54 oficerów, 187 podoficerów i 1137 żołnierzy 13 Dywizji SS, wyznaczonych do przetransferowania do nowej 23 Dywizji SS Kama, zostało zgromadzonych w miejscowości Bošnjaci w żupanii posawskiej Niezależnego Państwa Chorwackiego, a 15 lipca zostali oni przeniesieni do Baczki. Grupa ta składała się z oddelegowanych z każdej kompanii 13 Dywizji SS trzech podoficerów, jednego szwadronu kawalerii, jednej baterii z każdego batalionu artyleryjskiego oraz również z wojsk specjalnych. Niemieccy oficerowie i podoficerowie zostali sprowadzeni także z jednostek zastępczych Waffen-SS. Rejon przydzielony nowej dywizji obejmował tereny wzdłuż biegu kanału Dunaj-Cisa-Dunaj z garnizonami w Srbobran i Kula oraz po drugiej stronie linii miejscowości Sombor-Vrbas. 10 000 ludzi niezbędnych dla uzyskania pełnej siły bojowej dywizji miało zostać pozyskanych z ochotników, muzułmańskich poborowych urodzonych między 1926 a 1927 rokiem (z pewnymi wyjątkami) oraz, jeśli okazałoby się to konieczne, z różnych boszniackich milicji działających na terytorium NDH. Poborowi zostali wybrani przez władze NDH i przetransportowani do niemieckiego dowództwa, a następnie przewiezieni do ośrodków rekrutacyjnych Waffen-SS w Somborze i Bošnjaci. Pobór miał się zakończyć planowo do 15 września 1944 r., jednak w połowie sierpnia, oficer rekrutacyjny Waffen-SS Obergruppenführer-SS Gottlob Berger przedłożył Himmlerowi raport, w którym poinformował, iż liczba możliwych do zwerbowania muzułmańskich mężczyzn jest niewystarczająca, a w związku z tym konieczne będzie rekrutowanie w skład dywizji również chorwackich katolików. Podczas wizyty Pavelicia złożonej Hitlerowi w połowie sierpnia 1944 r., generał Đuro Grujić, szef biura wojskowego Pavelicia, zasygnalizował stronie niemieckiej, że zrekrutowanie kolejnych 5000 mężczyzn, niezbędnych do skompletowania dywizji, może okazać się trudne. W skład dywizji zwerbowano wielu chorwackich volksdeutschów, jak również kilku węgierskich, którzy mieli pełnić rolę łączników między muzułmańskimi żołnierzami, a niemiecką kadrą oficerską, oraz zapewnić jedność w dywizji.
10 sierpnia dywizja osiągnęła siłę 126 oficerów, 374 podoficerów oraz 3293 żołnierzy z czego kadrę oficerską stanowili Niemcy, a szeregowymi żołnierzami byli muzułmańscy Boszniacy, co stanowiło ułamek przewidywanej siły w postaci 19 000 ludzi. Poza tym również morale nowej dywizji, która ukończyła szkolenie na Węgrzech, nie pięło się w górę. Spowodowane było to kolejnymi niepowodzeniami wojennymi III Rzeszy oraz szerzącymi się pogłoskami, iż Niemcy zamierzali opuścić Bałkany i tym samym pozostawić ludność muzułmańską tych terenów samą sobie. Stając w obliczu wysokiego poziomu dezercji w 13 Dywizji SS, Sauberzweig zaproponował rozbrojenie Boszniaków w obu dywizjach i 18 sierpnia wyjechał spotkać się z Himmlerem. Reichsführer-SS zadecydował jednak o przeniesieniu 2000 Boszniaków z 23 Dywizji SS w rejon działania 13 Dywizji SS w Bośni, gdzie obie dywizje zostały zreorganizowane. Zaangażowane w walkę oddziały 13 Dywizji SS miały zostać poddane bezpośredniej kontroli chorwackiego IX Korpusu Górskiego SS, który także został przeniesiony do Bośni. Wdrożony 24 sierpnia, plan Himmlera anulował proces formowania 23 Dywizji SS i nakazał Oberführerowi-SS Gustavowi Lombardowi sformowanie i dowodzenie nową dywizją piechoty SS przy wykorzystaniu niemieckiej kadry oraz sprzętu 23 Dywizji, uzupełnionej przez etnicznych Niemców zrekrutowanych na Węgrzech. Boszniacy z 23 Dywizji SS mieli zostać przetransportowani w rejon Gradište-Županja-Bošnjaci, a następnie mieli zostać zreorganizowani w „nową” dywizję Kama.
Dowództwo IX Korpusu Górskiego SS opuściło Węgry i 3 października 1944 r. przeniosło się do miejscowości Andrijaševci, niedaleko Vinkovci. Sztab uzyskał częściową sprawność operacyjną 7 października. Jednak Boszniacy nie opuścili Bácski natychmiast i przez pewien okres stacjonowali razem z żołnierzami 31 Ochotniczej Dywizji Grenadierów SS Böhmen und Mähren. W tym samym czasie Armia Czerwona kontynuowała swoją ofensywę, zbliżając się do terytorium Węgier. 9 października 1944 r. dowódca Waffen-SS na Węgrzech przesłał do sztabu IX Korpusu Górskiego SS w Bośni telegram, w którym powiadomił sztab „gotowe do bitwy jednostki z dywizji Oberführera-SS Lombarda zostały rzucone do walki okolicach Baczki”. Żołnierze pochodzenia boszniackiego dywizji zostali na tydzień rozlokowani wzdłuż rzeki Cisa jako część niemieckiej Kampfgruppe Syr, której celem było spowolnienie radzieckiego natarcia. W rezultacie powrót Boszniaków na terytorium Niezależnego Państwa Chorwackiego został znacząco opóźniony.
Wkrótce potem oddziały boszniackie zostały wycofane z linii frontu na Węgrzech i skierowane do Bośni, aby dołączyć do 13 Dywizji SS, gdzie zbuntowały się 17 października 1944 r. Raithel szybko odzyskał kontrolę na swoimi oddziałami, niemniej jednak bunt spowodował, że plany reorganizacji „nowej” 23 Dywizji SS zostały przez Niemców porzucone. Niewielka liczba godnych zaufania Boszniaków z 23 Dywizji została wykorzystana jako zastępstwa niezbędne w 13 Dywizji SS, a sama 23 Dywizja SS Kama została oficjalnie rozwiązana 31 października 1944 r. Pomimo swojego krótkiego okresu istnienia, 23 Dywizja SS jest uznawana za jedną z 38 niegermańskich dywizji wystawionych przez Waffen-SS podczas II wojny światowej. Po rozwiązaniu dywizji, jej znacznik w postaci numeru „23” został przekazany 23 Dywizji Grenadierów Pancernych SS „Nederland”, a Raithel został mianowany dowódcą 11 Pułku Strzelców Górskich SS „Reinhard Heydrich”, który wchodził w skład 6 Dywizji Górskiej SS Nord, walczącej przeciwko armii Stanów Zjednoczonych w południowych Niemczech w ostatnich miesiącach II wojny światowej.

## Dowódcy
- SS-Standartenführer Helmuth Raithel (1 czerwca 1944 – 28 września 1944)
- SS-Oberführer Gustav Lombard (28 września 1944 – 1 października 1944)

## Skład
W skład 23 Dywizji Górskiej SS (2 chorwackiej) Kama wchodziły:
- 55 Pułk Strzelców Górskich Waffen SS (3. chorwacki)
- 56 Pułk Strzelców Górskich Waffen SS (4. chorwacki)
- 23 Pułk Artylerii Górskiej Waffen SS
- 23 Batalion Rozpoznawczy SS
- 23 Batalion Artylerii Przeciwlotniczej SS
- 23 Batalion Niszczycieli Czołgów SS
- 23 Batalion Zaopatrzeniowy SS
- 23 Batalion Pionierów SS
- 23 Batalion Łączności SS
- 23 Szpital Polowy SS
- 23 Batalion Uzupełnień SS
- 23 Oddział Sanitarny SS
- 23 Oddział Administracyjny SS

Oprócz tego w skład dywizji wchodziła także kompania inżynieryjna, kompania weterynaryjna oraz sekcja administracyjna.

## Umundurowanie
Znakiem rozpoznawczym dywizji było szesnastoramienne słońce, starożytny symbol używany przez macedońskiego króla Aleksandra Wielkiego. Symbol ten miał być planowo umieszczany na kołnierzach mundurów żołnierzy, jednak najprawdopodobniej nigdy do tego nie doszło. W czasie szkolenia w rejonie Baczki, latem 1944 r., żołnierze dywizji najczęściej nosili umundurowanie tropikalne w kolorze khaki. Oficjalną czapką dywizji był model M43, stosowany w całym Waffen-SS, oraz czerwony fez z symboliką nazistowską: szarej czapki używano razem z mundurem stosowanym na co dzień, natomiast model czerwony razem z mundurem galowym. Członkowie dywizji, którzy wcześniej służyli w 13 Dywizji SS często pozostawiali na kołnierzu munduru oznaczenia swojej starej jednostki, tj. ramię dzierżące bułat ponad swastyką. Te niestandardowe elementy umundurowania były noszone przez jej członków, nawet po jej włączeniu w skład 31 Dywizji SS w październiku 1944 r.